# Giovanna Meneghini
Giovanna Meneghini (ur. 23 maja 1868 w Bolzano Vicentino; zm. 2 marca 1918 w Breganze) – włoska Służebnica Boża Kościoła katolickiego.

## Życiorys
Urodziła się bardzo religijnej rodzinie. W dniu 1 czerwca 1880 roku przyjęła zaproszenie swego duchownego ojca, Andrei Scotton i wstąpiła do Towarzystwa św. Urszuli. W 1907 roku za namową jezuity o. Matteo Franzini, wynajęła mały domek i rozpoczęła pracę nad założeniem nowego zgromadzenia zakonnego. Założyła zgromadzenie Sióstr Urszulanek Najświętszego Serca Maryi. Zmarła w opinii świętości.
W dniu 9 marca 1997 roku rozpoczął się jej proces beatyfikacyjny. 4 maja 2017 papież Franciszek promulgował dekret o jej heroiczności cnót